# Mikroconchoecia curta
Mikroconchoecia curta är en kräftdjursart som först beskrevs av Lubbock 1860.  Mikroconchoecia curta ingår i släktet Mikroconchoecia och familjen Halocyprididae. Inga underarter finns listade i Catalogue of Life.